# Thure Lindhardt
Thure Frank Lindhardt (Kopenhagen, 24 december 1974) is een Deens acteur.

## Biografie
Lindhardt werd geboren in Kopenhagen in een gezin van drie kinderen en groeide op in Roskilde. Hij studeerde in 1998 af aan de theaterschool in Odense. Naast Deens spreekt hij ook vloeiend Engels, Duits, Zweeds en Noors. 
Lindhardt begon in 1987 met acteren in de film Negerkys og labre larver, waarna hij nog meerdere rollen speelde in films en televisieseries. 

## Filmografie

### Films
Uitgezonderd korte films.
- 2023 Hammarskjöld - als Peter Levin
- 2021 Du som er i himlen - als Far Anders
- 2019 ASTRUP - Flammen over Jølster - als Nikolai Astrup
- 2018 A War Within - als Hansen
- 2018 Hodja fra Pjort - als Hodja
- 2017 Light Thereafter' - als Piri
- 2016 Schweigeminute - als Ulrik Quedens
- 2016 Despite the Falling Snow - als Dimtri
- 2016 Kill Command - als kapitein Bukes
- 2014 Steppeulven - als vader van Eik
- 2013 Adieu Paris - als Mika
- 2013 Fast & Furious 6 - als Firuz
- 2013 3096 Tage - als Wolfgang Přiklopil
- 2012 Byzantium - als Werner
- 2012 Gummi T - als Ivan Olsen (stem)
- 2012 Eddie - als Lars
- 2012 Formentera - als Benno
- 2012 Keep the Lights On - als Erik Rothman
- 2011 Orla Frøsnapper - als Victor (stem)
- 2011 The Island - als Daneel
- 2011 Hindenburg: The Last Flight - als Bastian
- 2010 Sandheden om mænd - als Mads
- 2010 Alles Liebe - als Baptiste
- 2009 Julefrokosten - als Frans
- 2009 Broderskab - als Lars
- 2009 De vilde svaner - als prins Albrecht
- 2009 Angels & Demons - als Chartrand
- 2008 Lille soldat - als John
- 2008 Blå mænd - als Jesper Jensen
- 2008 Flammen & Citronen - als Flammen
- 2008 Reise nach Amerika - als supporter
- 2007 Daisy Diamond - als acteur
- 2007 Into the Wild - als Mads
- 2007 Pistoleros - als Krelle
- 2006 Princess - als August (stem)
- 2005 Bag det stille ydre - als Charlie
- 2005 Nordkraft - als Steso
- 2004 Farland - als Julian
- 2004 Was nützt die Liebe in Gedanken - als Hans
- 2002 Slim Slam Slum - als Slim
- 2002 One Hell of a Christmas - als Mike
- 2002 Nude, Descending... - als RW
- 2001 Far from China - als Jeremy
- 2000 Her i nærheden - als Brian
- 1987 Pelle erobreren - als Nilen
- 1987 Negerkys og labre larver - als postbode

### Televisieseries
Uitgezonderd eenmalige gastrollen.
- 2022 Krag & Virkner - als Jens Otto Krag - 4 afl.
- 2021 Tod von Freunden - als Jakob Jensen - 7 afl.
- 2016-2020 Badehotellet - als Gerhard Flügelhorn - 5 afl.
- 2020 Tsunami - als Christian - 3 afl.
- 2015-2018 The Bridge - als rechercheur Henrik Sabroe - 18 afl.
- 2017 The Last Kingdom - als Guthred - 4 afl.
- 2013 The Borgias - als Rufio - 10 afl.
- 2012 The Spiral - als Blochin - 5 afl.
- 2009-2010 Blekingegade - als Bo Weimann - 5 afl.
- 2006 Sugar Rush - als Dmitri - 3 afl.
- 2004-2005 The Fairytaler - als stem - 5 afl.
- 2003 Jungledyret Hugo - als stem - 13 afl.
- 2002 Rejseholdet - als Kåre - 2 afl.
- 2000 Edderkoppen - als Billy - 5 afl.
- 2000 Morten Korch - Ved stillebækken - als Hans Købke - 11 afl.

## Prijzen
Selectie:

### Bodil Award
- 2008 in de categorie Beste Acteur met de film Flammen & Citronen - genomineerd.
- 2006 in de categorie Beste Acteur met de film Nordkraft - genomineerd.
- 2001 in de categorie Beste Acteur met de film Her i nærheden - genomineerd.

### European Film Award
- 2008 in de categorie Beste Acteur met de filmFlammen & Citronen - genomineerd.

### Independent Spirit Award
- 2013 in de categorie Beste Acteur in de Hoofdrol met de film Keep the Lights On - genomineerd.

- Biblioteca Nacional de España: XX4837133
- Bibliothèque nationale de France: cb156517739 (data)
- Gemeinsame Normdatei: 1025457951
- International Standard Name Identifier: 0000 0001 1483 4768
- Library of Congress Control Number: no2010116578
- Nederlandse Thesaurus van Auteursnamen: 303511982
- Système universitaire de documentation: 169569381
- Virtual International Authority File: 165546055
- WorldCat: E39PBJy8xcFfG9xCVqgQy6t3Qq